# Причудливая квакша
Причудливая квакша, или бахромчатая древесная лягушка (лат. Cruziohyla craspedopus) — древесная лягушка из семейства Hylidae, подсемейства Phyllomedusidae. Была открыта исследователем Джоном Фанкхаузером в 1957 году в Амазонской низменности.

## Описание
Взрослые особи (самки) могут достигать до 9 сантиметров в длину. Самцы по размеру немного меньше самок. Лапки причудливой квакши обрамляют широкие кожные складки, напоминающие бахрому ткани. Окраска тела лягушки варьируется от голубых до зелёных тонов, брюшко и внутренняя сторона лап жёлтого цвета с черными полосками или светлыми вкраплениями в виде небольших пятен. На кончиках пальцев, как у всех квакш данного семейства, имеются специальные присоски, помогающие удерживаться на скользких поверхностях.

## Ареал и места обитания
Этот редкий вид встречается в средних ярусах дождевых лесов Колумбии, Бразилии, Перу, Эквадора и, предположительно, Венесуэлы. Лягушки отдают предпочтение низменным лесам с густой подстилкой, которые расположены не выше 500 метров над уровнем моря.

## Размножение
Брачный период длится с марта по октябрь в сезон дождей. Готовность к спариванию первыми проявляют самцы. Кладку икринок самки оставляют в дуплах с лужицами или разломах мёртвых деревьев, чтобы минимизировать угрозу жизни головастиков. После рождения квакши проводят 7 месяцев в воде и только потом окончательно перебираются на деревья, где ведут свой привычный образ жизни.